# Miniera petrolifera di Vallezza
La miniera petrolifera di Vallezza è stata fino al 1994 un campo petrolifero situato a Vallezza, località dipendente da Neviano de' Rossi, frazione di Fornovo di Taro, in provincia di Parma.

## Storia
L'olio di sasso, che sgorgava naturalmente dall'arenaria della vallata di Vallezza, era utilizzato sia come combustibile sia come medicamento dagli abitanti della val Sporzana già da secoli quando intorno alla metà del XIX secolo il geologo Antonio Stoppani rilevò l'esistenza nella zona di circa 30 pozzi in muratura, analoghi a quelli usati per prelevare l'acqua.
Nel 1868 i fratelli Ferdinando e Colla Gombi ottennero per regio decreto la concessione alla perforazione di nuovi pozzi, ma le ricerche si rivelarono infruttuose; negli anni seguenti subentrarono quindi nuove società, con risultati ancora poco soddisfacenti.
La situazione cambiò nel 1905, quando l'ex maestro elementare Luigi Scotti fondò a Piacenza la Società Petrolifera Italiana (SPI), che acquistò la raffineria di Fornovo di Taro e investì maggiori risorse nelle ricerche, che consentirono la trivellazione di 10 pozzi moderni; furono inoltre sperimentate nuove tecnologie, tra cui lo sfruttamento del gas estratto dal giacimento per l'alimentazione dei macchinari, che comportò una netta riduzione dei costi. Nonostante i permanenti problemi economici, nel 1914 fu realizzato un oleodotto di collegamento tra il nuovo deposito di greggio di Vallezza e la raffineria di Fornovo. Il petrolio estratto risultava di ottima qualità, sia per resa media sia per densità e purezza.
Dopo la prima guerra mondiale, la società sviluppò le nuove tecniche estrattive già sperimentate con successo nella città polacca di Boryslaw, oggi appartenente all'Ucraina. Il 4 luglio del 1925 la regina madre Margherita di Savoia si recò in visita agli impianti e assistette alla falsa scoperta di un nuovo pozzo, inscenata pompando del petrolio in un pozzo inattivo.
Nel 1927, l'americana Standard Oil Company rilevò la maggioranza delle azioni della SPI, estromettendo Luigi Scotti. Le tecniche estrattive furono ulteriormente migliorate, rendendo Vallezza all'avanguardia in Italia; per questo il 20 novembre del 1929 il sito fu visitato dal ministro delle corporazioni, Giuseppe Bottai.
Negli anni seguenti la produzione aumentò notevolmente, raggiungendo nel 1933 le 20 649 t di petrolio estratto, che rappresentavano circa l'80% dell'intera produzione nazionale. Il campo, esteso all'intera vallata, si rivelò di importanza strategica soprattutto durante la seconda guerra mondiale; per questo nel 1941 la società fu requisita dal governo fascista e Benito Mussolini si recò in visita al sito. Nel 1944 la miniera fu occupata dai soldati tedeschi e subì 22 incursioni aeree alleate, che causarono la completa distruzione degli impianti.
Nel 1946 la SPI fu restituita alla Standard Oil Company, poi Esso, che ricostruì interamente il sito, nonostante alcuni pozzi risultassero già esauriti a causa dell'eccessivo sfruttamento durante il conflitto.
Nel 1954 la SPI fu acquistata da un gruppo di imprenditori milanesi, capitanato da Achille Rivolta; la società perforò nuovi pozzi a Vallezza e ottenne varie concessioni in altre località italiane; la raffineria di Fornovo fu ampliata e il capitale raddoppiò tra il 1955 e il 1965, ma ciò nonostante i proprietari furono costretti a vendere la maggioranza delle azioni alla compagnia statunitense Phillips Petroleum. A ciò corrispose l'inizio del declino per il campo petrolifero; nel 1970 la raffineria di Fornovo fu chiusa, mentre i pozzi di Vallezza si prosciugarono sempre di più, tanto da indurre il Gruppo Moratti, azionista di maggioranza di SPI dal 1972, a deliberare la loro chiusura; nel 1986 la società fu acquisita dall'Agip, che alla fine del 1994 dichiarò esaurito il giacimento petrolifero, bonificando e abbandonando il sito.
Nel 2011 fu firmata una convenzione tra il dipartimento di ingegneria civile, dell'ambiente e del territorio e architettura (DICATeA) dell'Università degli Studi di Parma, il Comune di Fornovo di Taro e la società Gas Plus Italiana, proprietaria dell'area petrolifera dal 2005; ne scaturì la realizzazione di un museo virtuale e la progettazione di un parco museo esteso all'intero territorio.

## Campo petrolifero
Il campo petrolifero si estende su una superficie di 71,33 ettari, comprendente l'intera vallata compresa tra la frazione di Neviano de' Rossi e le località di Ronco e Selva Smeralda; la quota altimetrica minima è pari a 266,4 m s.l.m., mentre la massima è pari a 465 m s.l.m.
Nella zona più bassa sorge l'ex Cantiere della Società Petrolifera Italiana, quasi completamente abbandonato, comprendente la palazzina degli uffici, oggi adibita ad archivio, la casa del direttore della miniera, la forgia, la centrale elettrica e i due padiglioni delle officine, accanto ai quali si trovava anche un piccolo laboratorio geologico. A poca distanza è collocata la cosiddetta Casa del Capiturno, un tempo destinata ad abitazione dei turnisti.
Il piccolo borgo storico di Vallezza, composto da alcune case prevalentemente realizzate in pietra, sorge a quota leggermente più elevata a sud-est del Cantiere; il villaggio, grazie alla sua vicinanza, era utilizzato quale residenza degli operai del campo petrolifero.
La vallata dei pozzi, infine, conserva tra i boschi e i campi coltivati soltanto 2 delle 3 centrali di pompaggio e 2 degli oltre 100 pozzi petroliferi esistenti all'epoca di maggior splendore del campo.

## Museo parco
In seguito alla convenzione stipulata nel 2011 tra l'Università di Parma, il Comune di Fornovo di Taro e la Gas Plus Italiana, nel 2014 fu creato il sito del museo virtuale, mentre nei due anni successivi furono redatti e approvati lo studio di fattibilità e il progetto pilota del museo parco, presentati ufficialmente alle autorità nel maggio del 2016.
Il piano prevede, in quattro distinte fasi, il restauro degli edifici del Cantiere attraverso la loro trasformazione in museo e laboratorio didattico con annessi giardini espositivi, la ristrutturazione del borgo di Vallezza da destinare ad albergo diffuso e infine il recupero delle due centrali di pompaggio collocate all'interno del bosco a monte del campo.